# Veress György
Nemes árkosi Veress György (Árkos, 1849. december 21. – Brassó, 1908. december 19.) cipészmester, a Brassói Unitárius Egyházközség első gondnoka.

## Életútja
Életútja Árkosról indult székely nemesi családból, és mint Brassóba került cipészmester országos hírnévre tett szert. 1903-ban az országos ipartestület egy bronzéremmel ismerte el tehetségét. A cipésztársulat elnöke volt, valamint a brassói polgári kör alelnöki tisztségét is betöltötte.
Négy fia született, akiket mind iskolába járatott. A legidősebb tovább vitte a cipészmesterséget, az egyikből lelkész lett, Nagyajtán szolgált, és szintén Veress Györgynek hívták. Másik két fia jogász, illetve hivatalnok lett.
Életéről keveset tudni, az Unitárius Közlöny értesítése szerint a brassói unitárius egyházközség első gondnoka volt, derék munkás férfi, akit a kitartás, szorgalom és az ügyesség jellemzett. Alig 59 évesen hirtelen és váratlanul elhunyt. Sírja Brassóban a belvárosi református temetőben áll (a sírhely száma  I. 1.39.). A fekete márványkövön ez a felirat olvasható:  "Id. Veress György az unitárius egyház első gondnoka 1849-1908". Az unitárius egyházközség saját halottjának tekintette.
A brassói egyházközség megalakulásának századik évfordulóján, a Keresztény Magvető részletesen leírja a brassói unitáriusok történetét, visszamenően az unitárius egyház megalakulásáig, 1568-ig.  A Brassói Unitárius Leányegyházközség alakuló közgyűlése 1885. április 6-án volt megtartva. Az első gondnok Veress György lett, és ezzel elindult a brassói unitáriusok szervezett egyházi élete. Az istentisztelet helye a reformátusok imaháza, egyházközségi központként pedig Veress György gondnok Fekete utcai lakása szolgált. 1889-ben Veress György cinkannát és tányért adományozott.

## Forrás
- Veress György (árkosi). (Hozzáférés: 2024. május 1.)
- Híres unitáriusok. (Hozzáférés: 2024. május 1.)
- Molnár-Veress Mária: nemes árkosi Veress György brassói cipészmester. (Hozzáférés: 2024. május 1.)
- B. (Boros György) (1909). „Veress György”. Unitárius Közlöny 1 (XXII), 9-11. o.
- Szabó Sámuel (1985). „Történelmi sorok”. Keresztény Magvető 1 (91), 6-39. o.